# Iwona Śledzińska-Katarasińska
Iwona Elżbieta Śledzińska-Katarasińska (Komorniki, 3 de enero de 1941-Lodz, 1 de enero de 2024) fue una periodista y política polaca.

## Biografía
En la República Popular de Polonia fue periodista del órgano de prensa "Głos Robotniczy" del Partido Obrero Unificado Polaco en Lodz. Inspirada por los comunistas durante la crisis política de 1968, escribió muchos textos antisemitas.
Fue elegida miembro del Sejm el 25 de septiembre de 2005 como candidata de Plataforma Cívica para representar al noveno distrito de Lodz, obteniendo 23 119 votos. Desempeñó su cargo como miembro del Sejm polaco entre 1991 y 2023. Cumplió sus nueve mandatos en su circunscripción local de Łódź.
Falleció el 1 de enero de 2024, 2 días antes de su cumpleaños 83.